# Освета (ТВ серија из 2022)
Освета (тур. Kan Çiçekleri) турска је телевизијска серија, снимана од 2022. до 2025.
У Србији је од 2023. до 2025. године приказивана на телевизији Пинк.

## Радња
Баран је глава куће који са породицом живи у вили, са великом фармом у Истанбулу. Због крвне освете остао је без мајке, а његов отац Кудрет везан је за инвалидска колица. Баран жели да испуни обећање које је дао својој мајци на самрти — да ће брата држати подаље од крвне освете и одселио се у Истанбул, повевши са собом оца, брата и бабу. Преселивши се из Мардина, поверио је управљање пословима ујаку Хасану и његовом сину Фирату.
Баран је омиљени члан породице његовој баби Азади која је ауторитативна жена, одана традицији. За њу, чак и једна реч њеног унука има снагу закона. Иако Баран споља делује тврдо и бескомпромисно, он јако осећа своју трауму. Као вољено и размажено дете срећне породице, није му се допала боја бицикла који је добио и желео је да га замени. Када је отишао да промени бицикл са мајком и оцем — мајку је изгубио у заседи, а отац му је постао инвалид. Одрастао је са грижом савести и себе сматра одговорним за овај инцидент. Противи се брачној заједници, јер не верује да ће имати среће на том пољу — напротив. Дубоко верује да ће једног дана изгубити жену коју је оженио, као што је изгубио своју мајку.
С друге стране, Дилан је прелепа девојка са развијеним осећајем за правду, поуздана, пуна љубави и саосећајности. Не може да прихвати неправду, и не одустаје док се правда не задовољи. Не воли неизвесности, али воли и поштује све око себе. Највише што цени у животу јесте њена породица и за њих би буквално све урадила. Млада студенткиња фармације положиће огромну жртву и ући у брак са човеком незнаним њеном срцу не би ли спречила потпуни хаос и купила породични мир. Међутим, однос Барана и Дилан очекује низ турбуленција.

## Улоге
| Глумац          | Улога               |
| --------------- | ------------------- |
| Бариш Бакташ    | Баран Карабеј       |
| Јагмур Јуксел   | Дилан Демир Карабеј |
| Беркај Чинар    | Али                 |
| Селинај Ташол   | Зумрут Демир        |
| Налан Оргут     | Азаде Карабеј       |
| Ерол Јаван      | Кудрет Карабеј      |
| Хасан Баликташ  | Сејит Демир         |
| Хилал Кувет     | Ханифе Демир        |
| Јилмаз Улуташ   | Хасан Карабеј       |
| Екрем Арал Туна | Џевдет Демир        |
| Дилек Гулер     | Џеврије Демир       |
| Џејда Пинар     | Дерја Јилдиз        |
| Гоксел Кајахан  | Џихан Карабеј       |
| Гокхан Гурдејиш | Фират Карабеј       |
| Елиф Тархан     | Назли Карабеј       |

## Епизоде
| Сезона | Сезона | Епизоде | Емитовање у Турској | Емитовање у Турској | Емитовање у Турској | Емитовање у Србији | Емитовање у Србији | Емитовање у Србији |
| Сезона | Сезона | Епизоде | Премијера           | Финале              | Мрежа               | Премијера          | Финале             | Мрежа              |
| ------ | ------ | ------- | ------------------- | ------------------- | ------------------- | ------------------ | ------------------ | ------------------ |
|        | 1.     | 144     | 5. децембар 2022.   | 14. јул 2023.       |                     | 2. децембар 2023.  | 8. мај 2024.       |                    |
|        | 2.     | 210     | 5. септембар 2023.  | 5. јул 2024.        | 8. мај 2024.        | 30. јануар 2025.   |                    |                    |
|        | 3.     | 80      | 30. септембар 2024. | 17. јануар 2025.    | 30. јануар 2025.    | 13. август 2025.   |                    |                    |